# Marco Midence
Marco Antonio Midence Milla (La Ceiba, Atlántida, 25 de septiembre de 1984) es un abogado, notario, político y académico hondureño, fue ministro de Finanzas durante la administración del Expresidente Juan Orlando Hernández Alvarado. Actualmente es diputado del Congreso Nacional por el Partido Nacional.

## Biografía
Es egresado de la carrera de Derecho de la Pontificia  Universidad Católica de Honduras, graduándose con honores. Obtuvo una beca completa en la Universidad de Harvard, donde egresó con una Maestría en Administración Pública.
También tiene una maestría en Administración de Empresas (MBA) de INCAE Business School y una maestría en Derecho (LLM) del Instituto Internacional de Derecho y Empresa INIDEM Business Law School, con honores. 
Se desempeñó como profesor e investigador en el área de Teoría Política de la Facultad de Ciencias Sociales de la Pontificia Universidad Católica de Honduras y actualmente es investigador del Instituto de Investigación de Políticas Públicas (IIPP-UNITEC) de la Universidad Tecnológica Centroamericana, dos de las universidades con mayor reputación en el país. También ha sido investigador en política social en la Escuela Harvard Kennedy.

## Carrera profesional
De 2005-2006 formó parte del Bufete Jurídico Sabonger, fue procurador de los Tribunales de Justicia, asistiendo en juicios y asuntos en materia civil, mercantil, administrativa y laboral. 
En el 2006 fundó su propio Bufete: MIDENCE - Abogados y Asesores, donde brinda asesoría legal, representación judicial y extrajudicial en asuntos mercantiles, civiles, laborales y tributarios. 
En 2013 formó parte del Grupo Corporación Flores, concesionario distribuidor de marcas como Toyota, Daihatsu, Lexus y Ford en Honduras, como Líder de Equipo legal a nivel nacional.

## Carrera política
En el 2010 integró el gabinete como Ministro de la Juventud, a sus 25 años.  
Entre 2014 y 2017 fungió como Comisionado de la Comisión Nacional de Telecomunicaciones (CONATEL).
A sus 35 años de edad Marco fue nombrado como Ministro de la Oficina de Prioridades Presidenciales e Innovación Pública de Honduras, impulsando el Gobierno Digital, creando una administración más ágil, transparente y eficiente. Del 2018 a 2020 impulsó un acuerdo de asistencia e investigación entre el Gobierno de la República y la Universidad de Harvard para fortalecer e innovar la función pública desde la Presidencia. 
El 20 de agosto de 2020 fue nombrado Secretario de Finanzas de Honduras prometiendo "ayudar a salvar empresas, salvar empleos y cuidar los bolsillos de la gente".